# Homeless (canción)
«Homeless» es una canción interpretada originalmente por el cantante sueco Darin Zanyar para su cuarto álbum de estudio Break the News (2006). El compositor sueco Jörgen Elofsson escribió el tema. El año siguiente, la cantante británica Leona Lewis versionó la canción para su álbum debut Spirit (2007).La producción estuvo a cargo de Steve Mac. Musicalmente es una balada de R&B, mientras que su instrumentación está compuesta por piano y guitarra. La letra de la canción giran en torno al relato acerca de la espera de un amante para volver a casa, donde se considera indigente. La versión de «Homeless» de Leewis obtuvo reseñas mixtas de los críticos de música, algunos de los cuales alabaron la interpretación su vocal, pero criticaron su composición. Tras el lanzamiento del Spirit, la canción debutó en el número 173 en la lista de sencillos del Reino Unido debido a sus ventas digitales. Lewis presentó «Homeless» en el concierto anual de la estación KISS WXKS-FM de Boston en 2008, junto con «Bleeding Love» y «Better in Time». También se incluyó en la lista de canciones de la gira The Labyrinth en 2010.

## Antecedentes y descripción

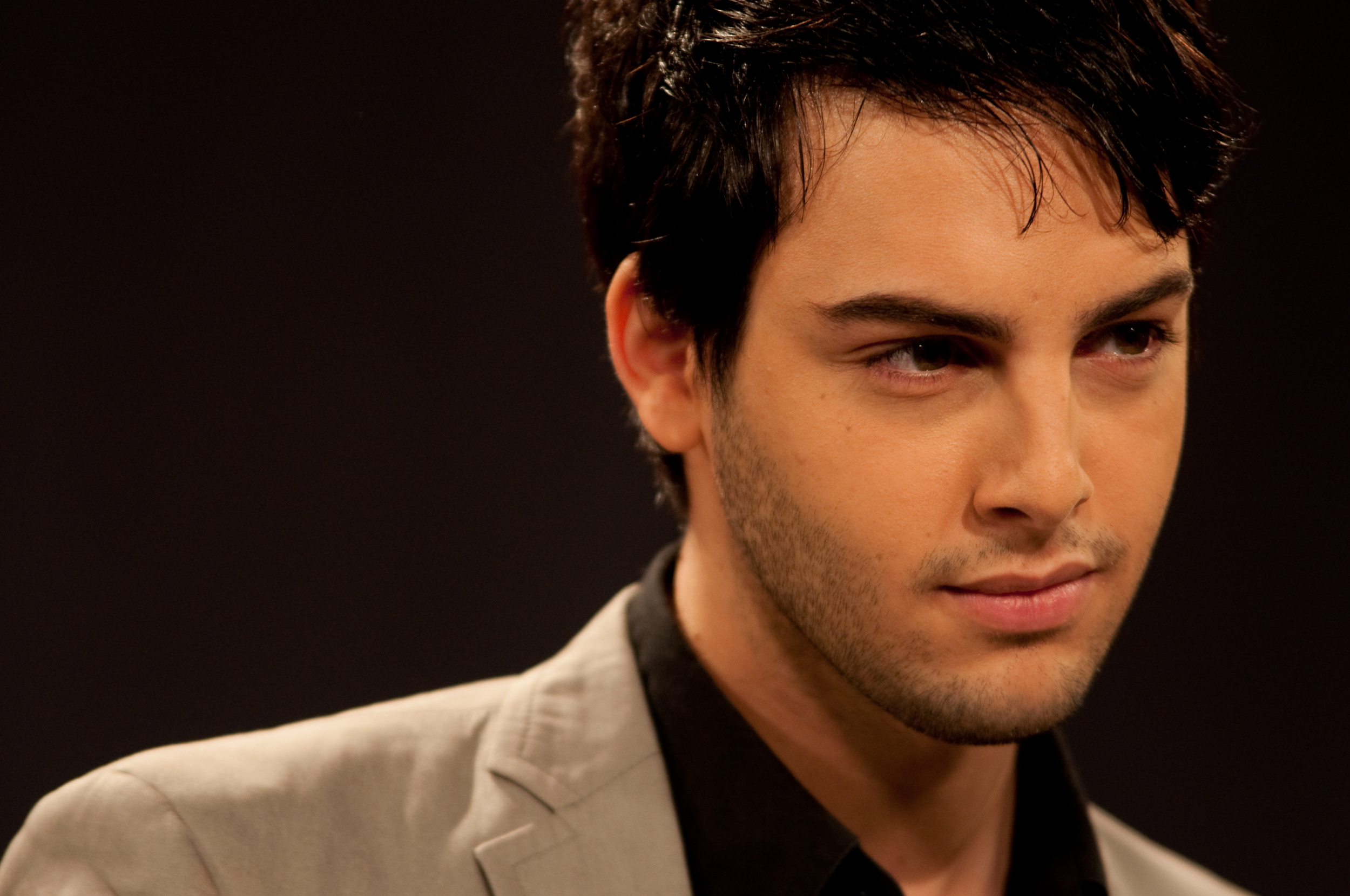
«Homeless» es interpretada originalmente por Darin Zanyar (en la imagen).

El compositor sueco Jörgen Elofsson escribió «Homeless» en 2006. La canción fue ofrecida originalmente al cantante sueco Darin Zanyar. Este la grabó y la incluyó en su cuarto álbum de estudio Break the News, publicado en noviembre de 2006. El tema aparece como su la duodécima pista del álbum. «Homeless» llegó al número cincuenta y dos de la lista de sencillos de Suecia en diciembre del mismo año. En el 2007, la cantante británica Leona Lewis versionó «Homeless» para su álbum debut Spirit. Lewis grabó el tema durante una sesión con el productor Steve Mac en Londres, Inglaterra. Musicalmente, es una balada R&B con una duración de tres minutos y cincuenta segundos. La canción está compuesta en la tonalidad de si menor con un tempo moderado de 68 pulsaciones por minuto. La instrumentación es proporcionada por un piano y una guitarra. El rango vocal de Lewis se extiende por casi dos octavas desde la nota baja la2 a la nota alta si4. La letra de la canción giran en torno a un personaje principal cantando acerca de estar esperando a su pareja para volver a casa, donde se encuentra, y se considera indigente «sin su amor». La canción empieza con Wait here for you to call me/ For you to tell me that ev'rything's a big mistake («Espere aquí para que me llames / Para que me digas que todo es un gran error»). Nick Levine de Digital Spy describió la voz de Lewis en la lírica In this cold I'm walking aimless, feeling helpless («En este frío estoy caminando sin rumbo, sintiendo impotencia»), como «un tour de force de la desesperación y la miseria».

## Respuesta de la crítica
La canción obtuvo reseñas mixtas de los críticos de música. Escribiendo para Virgin Media, Matt O'Leary felicitó a «Homeless», así como «I Will Be», y escribió que cuando se pone el énfasis exclusivamente en la voz del cantante sin demasiados «adornos de producción brillante», se «escucha su singularidad de brillar». Levine recibió críticas en «Homeless» en general, sin embargo algunos elogiaron a sus elementos en la composición. Aunque pensó que la canción era «casi insoportablemente sombría», Levine elogió la larga nota que Lewis sostiene durante el puente, y escribió que «el "eeeeeeyeeaayaaaaay" de 12 segundos que comienza el crescendo en "Homeless" es uno de los momentos deslumbrantes de pop del año». Kitty Empire de The Guardian escribió: «La voz de Lewis es impresionantemente elástica en todo pero carece de cualquier [...] estilo. Es demasiado perfecta, saltando las escalas de notas sobre "Homeless", nunca la captura, nunca rompe». Un crítico de The Sun describió a «Homeless» como un tema «empapado en cuerdas, [y] lacrimógena».

## Presentaciones en vivo

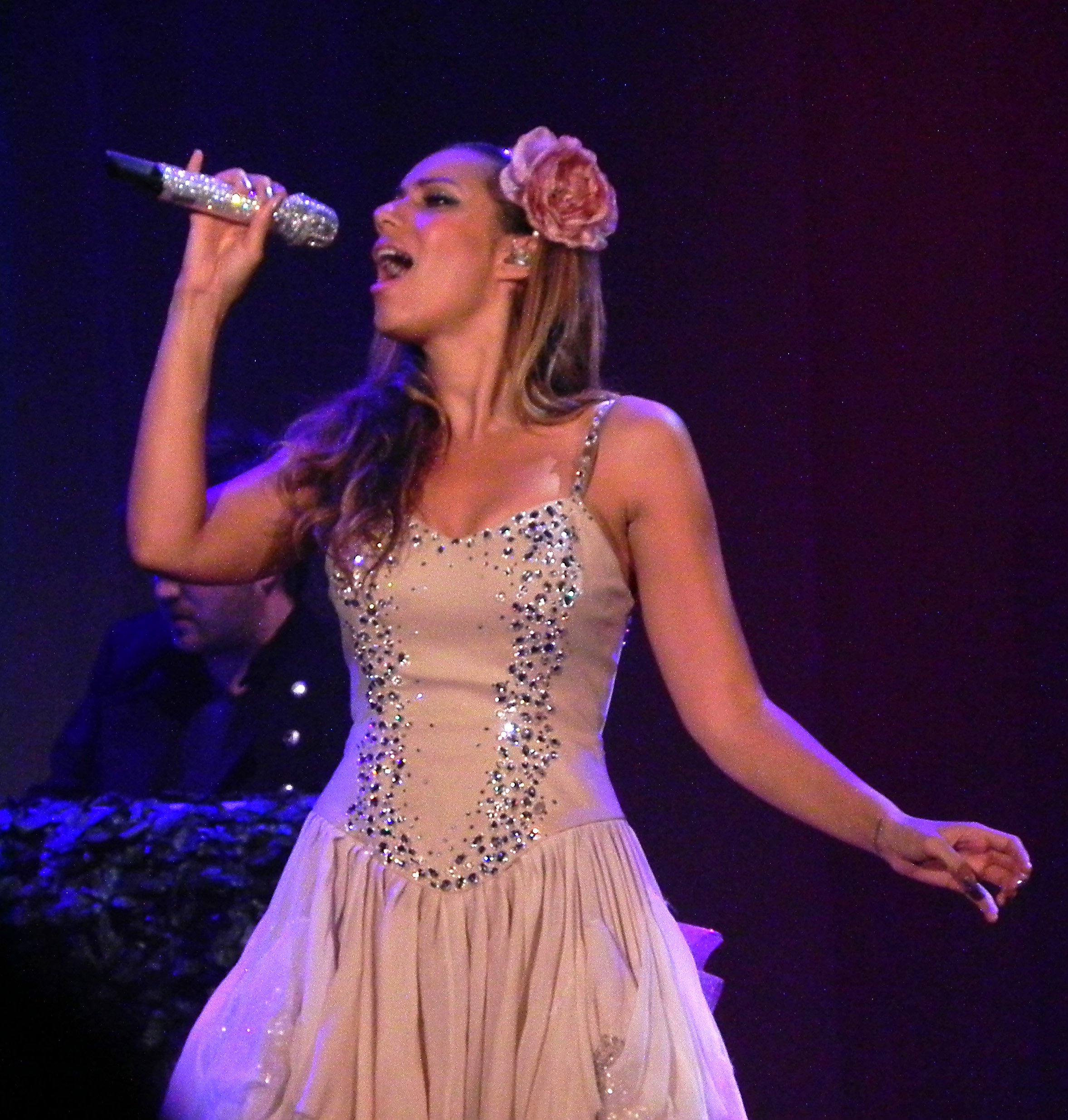
Lewis interpretando «Homeless» en The Labyrinth en Nottingham Arena el 2 de junio de 2010.

Lewis interpretó «Homeless» por primera vez en un concierto patrocinado por la estación radial KISS WXKS-FM de Boston en 2008, junto con «Bleeding Love» y «Better in Time». De igual forma, la canción se incluyó en el repertorio de la primera gira de conciertos de Lewis, The Labyrinth (2010). Asimismo, luego fue añadida en la lista de canciones del primer álbum en vivo y DVD de Lewis The Labyrinth Tour Live from The O2. El set estaba decorado al estilo de un castillo; acróbatas que colgaban del techo con grandes trozos de tela, mientras que Lewis llevaba un vestido de lentejuelas de oro y botas altas.

## Formatos
Spirit edición estándar (2007)
1. «Homeless» – 3:50

Spirit edición de lujo (2008)
1. «Homeless» (versión 2008) – 3:50

The Labyrinth Tour: Live from the O2
1. "Homeless" (En vivo) – 4:09

## Posición en las listas
Tras el lanzamiento de Spirit, «Homeless» debutó en el número 173 debido a las ventas de las descargas digitales en la lista UK Singles Chart en su edición del 24 de noviembre de 2007.
| Lista (2007)                   | Posición |
| ------------------------------ | -------- |
| Reino Unido (UK Singles Chart) | 173      |